# Khaemuaset
Khaemuaset (circa 1281 a.C. – 1225 a.C.) è stato un principe e sacerdote egizio; era il quarto figlio del faraone Ramesse II e secondo della regina Isinofret; fu sommo sacerdote di Ptah a Menfi.

## Biografia
Khaemuaset era più grande di suo fratello Merenptah ma più piccolo di Bintanath. Partecipò con il padre alla battaglia di Kadesh ma decise di intraprendere la carriera religiosa, divenendo così sommo sacerdote di Ptah presso la città di Menfi.
Nel 16º anno di regno del padre egli divenne assistente del sommo sacerdote in carica a Menfi. Dei documenti denotano la sua intensa attività sacerdotale in questo periodo, come ad esempio la sepoltura di alcune statuette raffiguranti il dio Api (nell'iscrizione del Serapeum).
Durante questo periodo, Khaemuaset svolse anche il ruolo di architetto, restaurando diverse opere dell'Antico Regno e apponendo così il proprio nome sopra di esse. A 45 anni egli divenne gran sacerdote di Ptah e a 50 anni, dopo la morte del fratello Ramesse, divenne anche principe reggente.
Organizzò cinque giubilei Heb-Sed in onore del sovrano, da quello dell'anno 30 a quello dell'anno 42, ma morì prima del padre e il suo ruolo quale principe reggente venne assunto dal fratello minore Merenptah, che divenne faraone alla morte di Ramesse II.
Suo figlio era Hori I, a sua volta sommo sacerdote di Ptah. 

## Discendenza
Khaemuaset aveva almeno una consorte, che in fonti più tarde viene chiamata Meheweskhe. 
Ebbe almeno due figli e una figlia: 
- Ramses;
- Hori, sommo sacerdote di Ptah. Ebbe a sua volta un figlio di nome Hori, che servì come visir almeno fino al regno di Ramses III;
- Isinofret. Nominata in onore di sua nonna, è una candidata alternativa nell'identificazione della regina Isinofret II, che solitamente viene identifica con una sua zia, figlia di Ramses II e Isinofret I.

## Nella cultura di massa

### Videogiochi
- Egypt III - Il destino di Ramses: appare come NPC (personaggio non giocabile), e aiuta la sacerdotessa Maya, la protagonista del gioco, a risolvere il mistero dei cantieri dell'obelisco del padre Ramses II.